# Харденский замок
Харденский замок (англ. Hawarden Castle) — средневековый замок, расположенный рядом с деревней Харден в графстве Флинтшир, Уэльс.
История замка начинается в XIII веке. Точное время возведения первого нормандского «мотт и бейли» не известно. В 1260-х годах после состоявшейся в Харденском замке встречи Генри, сына Симона де Монфора, и Лливелина ап Грифида, последний получил право на владение замком. Фактическое же владение Лливелину Последнему пришлось добывать силой, в 1265 году Харденский замок был взят штурмом и разрушен, его английский кастелян Роберт де Монтальт — взят в плен.
В 1267 году остатки замка вернулись под власть англичан, и в 1277 году была возведена каменная сторожевая башня Харденского замка. Вероятно, что строительством руководил зодчий Джеймс из Сент-Джорджа, основной архитектор Эдуарда I в Уэльсе.
В 1282 году Харденский замок был захвачен Давидом ап Грифидом. Это событие стало началом последнего этапа войны, в результате которой Уэльс потерял свою независимость. В следующем 1283 году замок вернулся в собственность английской короны.
Во время гражданской войны XVII века замок находился под контролем роялистов, за исключением короткого периода в 1643 году. Затем он до 1646 года находился в осаде, по истечении которой был взят и вновь разрушен. Больше Харденский замок не восстанавливался.
На прилегающих территориях в 1752 году был возведен новый Харденский замок (точнее — усадебный дом), известный тем, что был основным местом проживания Уильяма Гладстона. Руины средневекового Харденского замка до настоящего времени входят в комплекс сооружений этого нового замка.